# Horacio Ferrer
Horacio Ferrer (né le 2 juin 1933 à Montevideo en Uruguay et mort le 21 décembre 2014 à Buenos Aires en Argentine) était un poète uruguayen, parolier de chansons, récitateur, librettiste, journaliste, écrivain et historien du tango. Une longue collaboration avec le "roi du tango" Astor Piazzolla et une œuvre abondante ont fait de lui l'une des figures majeures du tango dans la seconde moitié du vingtième siècle.

## Biographie

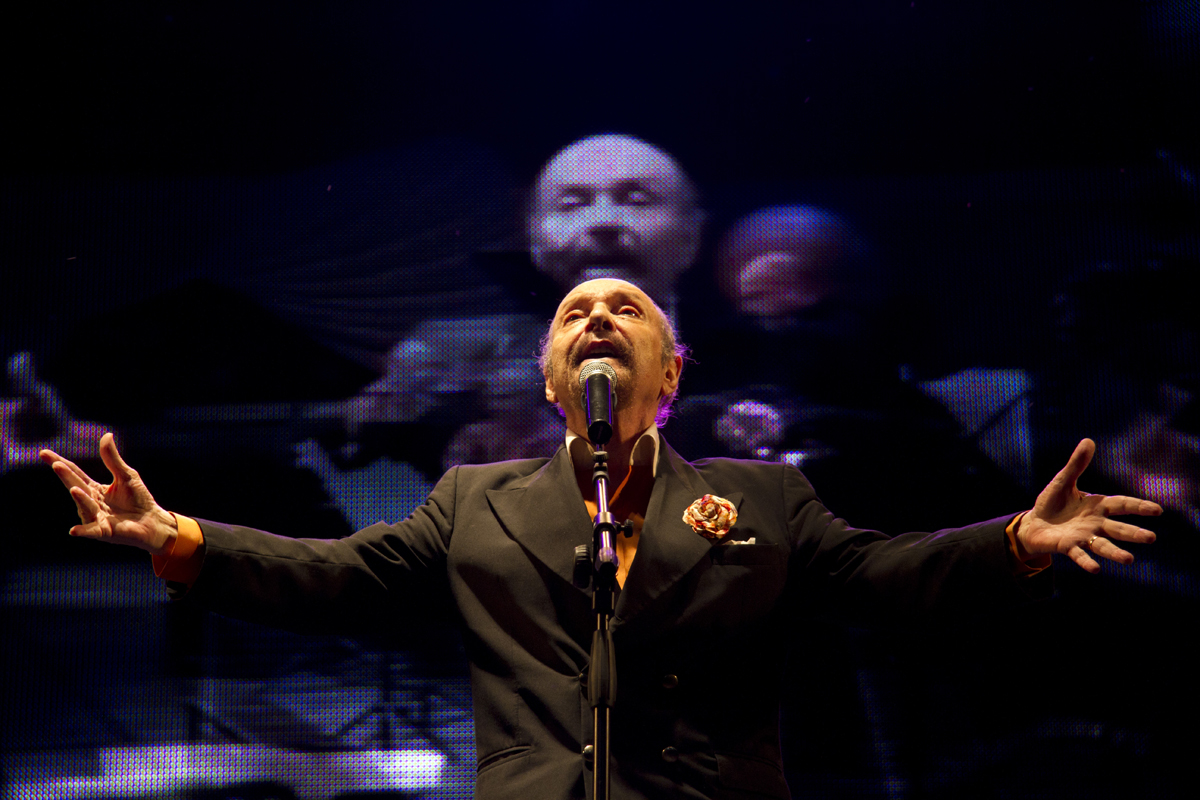
Horacio Ferrer lors d'un spectacle (2011).

Horacio Ferrer est issu d'une famille bourgeoise de Montevideo, passionnée d'art. Dès son enfance, il écrivait des poèmes, des pièces de marionnettes et des milonga, qu'il n'était pas rare de voir interprétées et chantées par lui-même. Les visites à un oncle vivant à Buenos Aires éveillent son intérêt pour le tango. Au début des années 1950, il écrit ses premiers textes pour des tangos, mais cela ne le rend pas encore célèbre. Pendant ses études d'architecture, il commença à réaliser des émissions de radio dans lesquelles étaient joués des tangos et qui contenaient également ses textes, sous le titre  Seleccion de Tangos. En 1955, il fit ensuite la connaissance d'Astor Piazzolla, le plus grand compositeur de tango du vingtième siècle, avec lequel il entretint une collaboration et une amitié profonde pendant des années. La collaboration entre les deux hommes dura jusqu'en 1973.
Pendant sept ans, il a été rédacteur en chef, parfois directeur et même illustrateur de la revue de tango  Tanqueando . Entre 1956 et 1959, il ajouta une deuxième formation à son travail déjà important et à ses études standard ; il étudia officiellement le bandonéon au conservatoire, et abandonna plus tard ses études d'architecture. En 1960, il publia également son premier livre personnel. Depuis 1967, ses tangos et lui sont souvent invités à la radio et à la télévision, surtout en Uruguay et en Argentine. Il a également travaillé brièvement comme journaliste ordinaire pour le journal du matin  El Dia . Il récite aussi souvent ses propres poèmes, sans ou avec musique, lors de manifestations.
Sa véritable percée définitive a lieu en 1967 avec la mise en musique d'une série de ses poèmes sous le titre "Romancero Canuyengue" en Argentine, ce qui le rend célèbre dans tout le pays, surtout parce que le célèbre guitariste Agustín Carlevaro y joue de la guitare.
Au milieu des années 1980, il avait également pris la nationalité argentine. Buenos Aires est restée sa ville d'adoption jusqu'à sa mort. Jusqu'à sa mort, il a été président de l'Académie nationale du tango de Buenos Aires (Academica Nacional del Tango), qu'il avait fondée en 1990. 
Le 21 décembre 2014, Horacio Ferrer est décédé à l'âge de 81 ans dans un hôpital de Buenos Aires des suites d'une maladie cardiaque.

## María de Buenos Aires
L'œuvre la plus connue, y compris dans le monde entier, à laquelle Ferrer a participé est le seul opéra écrit par Piazzolla et représenté en 1968 : María de Buenos Aires, une œuvre qui a connu 100 représentations en Argentine, a remporté un grand succès et a également été enregistrée. Ferrer a lui-même joué le rôle d'El Duende dans la pièce. L'opéra comprend 16 tableaux. L'intégralité du livret est de Ferrer.
Depuis ce succès, Ferrer était un artiste connu et célèbre en Uruguay, en Argentine et dans certaines régions d'Amérique latine.

## Œuvres (sélection )

### Ouvrages
- El Tango. Son histoire et son évolution, 1960 (Der Tango. Seine Geschichte und seine Entwicklung)
- El libro del Tango. Arte Popular de Buenos Aires", 1976 (Das Buch vom Tango. Die Volkskunst aus Buenos Aires)
- avec Oscar del Priore : Inventario del tango. 1849-1998", Buenos Aires 1999

### Livrets
- Astor Piazzolla/Horacio Ferrer : María de Buenos Aires, 1968.
- Horacio Salgany/Horacio Ferrer : Oratorio Carlos Gardel pour orchestre symphonique, chœur mixte, solistes et récitants, 1992.

### Tangos, Texte de Ferrer
- Chanson des Vénusines
- La bicicleta blanca
- Fábula para Gardel
- El gordo triste
- Chiquilín de Bachín'